# 斑海豹
斑海豹，又稱大齿斑海豹、大齿海豹，是一种在在北半球的西北太平洋分布的海豹。

## 分布
斑海豹分布的西北太平洋的高纬度寒冷水域，主要分布在楚科奇海、白令海、鄂霍次克海、日本海和中国的渤海、黄海北部。

## 外形特征
斑海豹身体呈纺锤形，头圆生有触须，没有外耳廓。四肢特化成鳍脚，趾间有蹼。雌性斑海豹体型大于雄性。出生的小海豹全身被白色的胎毛包裹。

## 习性
斑海豹每年都要换毛。它们有洄游的行为，食物主要为鱼类和头足类。3年以后达到性成熟，为一雄多雌生殖型，在每年的1~3月份繁殖，产仔在浮冰上，每胎产一仔。

## 分类

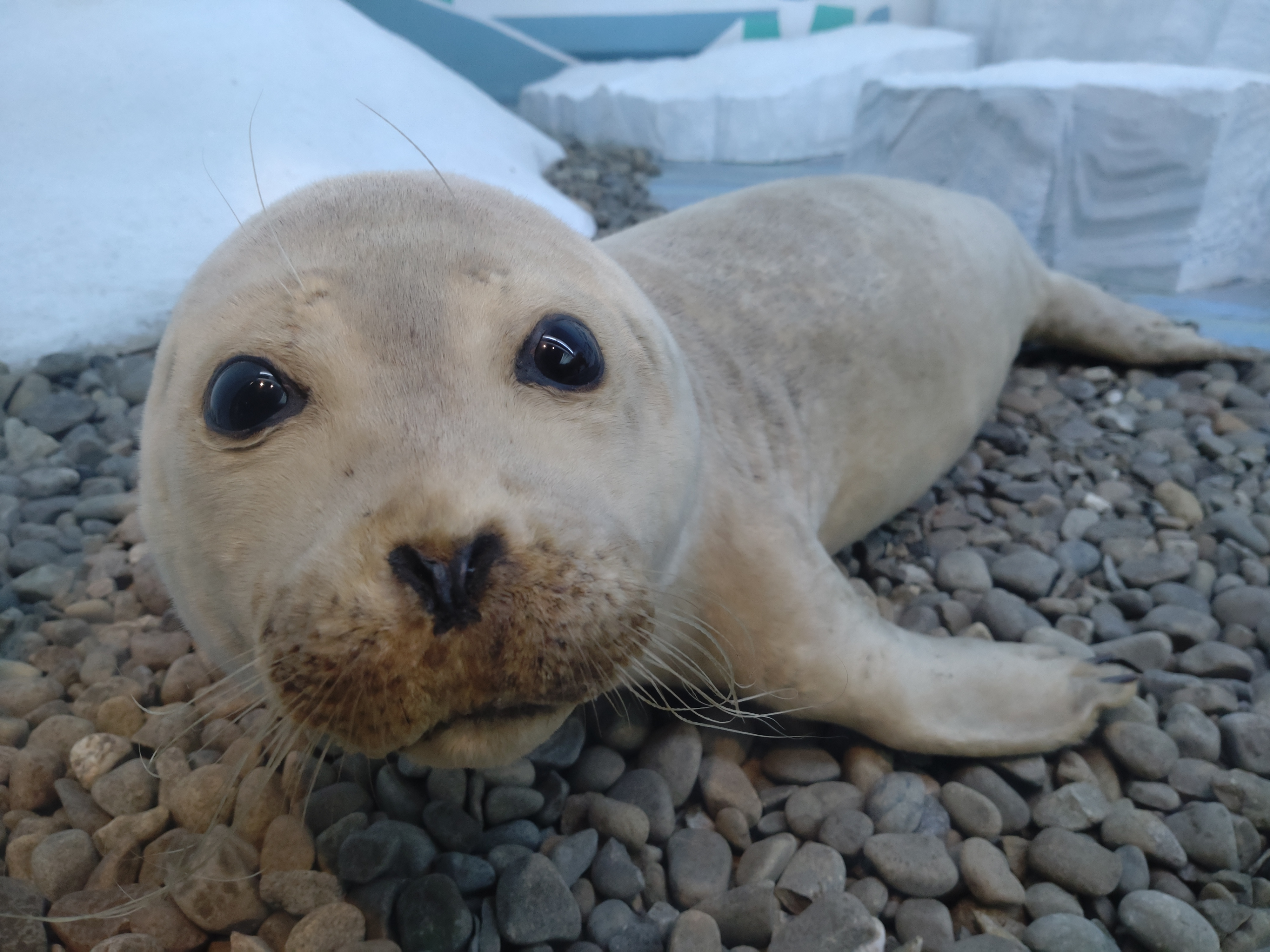
斑海豹標本（國立自然科學博物館藏）

在谢夫（Scheffer）在1958年的分类系统中，将海豹属的动物合并为一个种，种下分为5个亚种，对这个分类方法一直有很大的争议。其中西北太平洋亚种Phoca vitulina largha在形态特征方面与大西洋亚种有显著差异，与太平洋东岸种也很不同，并且与其他亚种存在生殖隔离，所以认为这个亚种应该独立为一个种Phoca largha。

## 保护状况
斑海豹是中國國家一级保护动物。
由于斑海豹在沿海岸线的环境活动，有时需要到礁石或海岸上休息、换毛，沿海环境的变化对其生存有一定影响。比如渤海油田的开发让沿岸自然环境发生变化，噪音和污染物增多，船只活动频繁，这都对斑海豹产生了不利影响。